# Microsoft AutoRoute
Microsoft AutoRoute est un logiciel de planification d'itinéraire distribué par Microsoft, couvrant 36 pays en Europe ainsi que la Turquie, et disponible en deux versions : AutoRoute et AutoRoute GPS, auquel était ajouté un récepteur GPS. Le logiciel intègre la plupart des rues des 37 pays, ainsi que les restaurants les plus importants de la région. Il est livré avec un système de guidage vocal.

La version destinée aux nord américains (États-Unis, Canada, Mexique) est appelée Microsoft Streets & Trips.
Microsoft utilise le même moteur géographique pour son logiciel Microsoft MapPoint, intégré à Microsoft Office.

## Historique
Commercialisé à l'origine en 1988 par l'entreprise anglaise NextBase Ltd sous le nom "Autoroute", il était vendu d'abord pour les ordinateurs sous MS-DOS, puis par la suite pour les Apple Macintosh, Atari ST et Psion PDA. Au début des années 1990, il fut porté sous Microsoft Windows. NextBase créa une version pour les États-Unis, appelée Automap Road Atlas, qui était vendue via sa filiale américaine Automap Inc. En 1994, Autoroute fut vendu à Microsoft.